# John Napier (designer)
John Napier (Londra, 1º marzo 1944) è uno scenografo e costumista britannico.

## Biografia
Nato a Londra, John Napier studiò all'Hornsey College of Art e alla Central School of Art and Design sotto la supervisione di Ralph Koltai. 
Napier si affermò come scenografo e costumista associato della Royal Shakespeare Company e ha ottenuto il successo al National Theatre con i suoi costumi e le sue scenografie di Equus, Un nemico del popolo e l'operetta Candide. Per il West End e Broadway Napier disegnò scenografie e/o costumi per alcuni dei musical di maggior successo della storia, tra cui Cats, Les Misérables, Miss Saigon, Starlight Express, Sunset Boulevard e Jesus Christ Superstar. Ha inoltre curato scene o costumi per Lohengrin e Macbeth alla Royal Opera House, Idomeneo a Glyndebourne, I diavoli di Loudun al London Coliseum e Nabucco alla Metropolitan Opera House.
Per il suo lavoro a Broadway e nel West End ha vinto quattro Premi Laurence Olivier e cinque Tony Award: tre per le migliori scenografie e due ai migliori costumi.